# عمان في الألعاب البارالمبية الصيفية 2000
تنافست عُمان في دورة الألعاب البارالمبية الصيفية عام 2000 في سيدني بأستراليا. حيث لم يحصل ثلاثة متنافسين من سلطنة عُمان على أي ميداليات ليحتلوا المركز 69 في جدول الميداليات إلى جانب جميع البلدان الأخرى التي فشلت في الفوز بالميداليات.

## تاريخ
بدأت عمان دورة الألعاب البارالمبية في دورة الألعاب البارالمبية الصيفية لعام 1988 في سيول، حيث شارك المتنافسون في سباقات المضمار والميدان وتنس الطاولة ورفع الأثقال والمبارزة على الكراسي المتحركة. كما شاركت البلاد في كل نسخة لاحقة من الألعاب البارالمبية الصيفية لكنها لم تدخل أبدًا في الألعاب البارالمبية الشتوية. وأكبر وفد عماني كان في عام 1988 وكان يضم سبعة رياضيين. حيث تنافس الرياضيون الذكور فقط حتى عام 2016 ذلك عندما تنافست ريا العبري في رمي الرمح للسيدات. وفازت عمان بأول ميدالية لها في دورة الألعاب البارالمبية الصيفية 2020 عندما فاز محمد المشايخي بالميدالية البرونزية في رمي الجلة للرجال أف32.